# سامي الدهان
سامي الدهان (سامي (أو محمد سامي) بن إبراهيم الدهان)، (ولد عام 1328هـ /1910م بحلب - وتُوُفِّيَ 1391هـ /1971م بدمشق) هو أديب لغوي وأحد أعضاء المجمع العلمي العربي بدمشق. ولد بحلب وتعلم بها ثم أوفد في بعثة إلى السوربون بباريس (1936م) فحصل على شهادة الدكتوراة (دكتوراه الدولة) في الآداب. وعاد سنة (1947م) وأصبح عضوًا من أعضاء المعهد الفرنسي للدراسات العربية بدمشق، وأستاذًا محاضرًا في الجامعة السورية. شغل منصب رئيس تحرير والمشرف العام لصحيفة الوحدة الكبرى الأسبوعية، أنتدب للتدريس في الرباط بالمغرب فمكث بها نحو عامين ثم انتقل إلى عمان عاصمة الأردن فدرّس في جامعتها. وأنهك نفسه كثيرًا في العمل، ومرض مدة وفقد ذاكرته فانقطع في داره بدمشق، إلى أن توفي. ونقل جثمانه إلى حلب.

## سيرته
ولد سامي الدَّهان في حلب في 4 نيسان 1912م، وأُلحق بأحد الكتاتيب فاستظهر سورًا كثيرة من القرآن الكريم أهَّلته لدخول (المدرسة الفاروقية)، وألـمَّ باللغة الإنكليزية والفرنسية والتركية إلى جانب العربية، ثم انتقل إلى مدرسة التجهيز، وكانت تُعرف وقتئذ بمدرسة «السلطاني» (المدرسة الثانوية السلطانية)، وأتمَّ دراسته الثانوية في دمشق. وفي سنة 1937م سافر إلى فرنسا، بعدما دخل سامي امتحان بعثة علمية إلى فرنسا، ونجح فيه بتفوق ونال الدرجة الأولى بين المتسابقين، وبدأ بدراسة اللغات الساميَّة والتاريخ في جامعة السوربون بباريس، وحصل على شهادة مدرسة الدراسات العليا، قسم التاريخ والتحقيقات العلمية، وعلى شهادة مدرسة اللغات الشرقية من قسم اللغات السامية. انقطع عن الدراسة حين نشبت الحرب العالمية الثانية سنة 1939م وعاد إلى حلب سنة 1940م ودرَّس الأدب العربي في مدرسة التجهيز إضافة إلى عمله في تحقيق ديوان الشاعر أبي فراس الحمداني. عاد إلى فرنسا سنة 1945م، ونال شهادة دكتوراه الدولة في الآداب سنة 1946م بتقديمه لرسالة في سيرة أبي فراس وتحقيق أشعاره بتقدير مشرّف جدًّا مع تهنئة اللجنة الفاحصة.
بعد عودته إلى دمشق سنة 1947م، انتُدب عضوًا في المعهد الفرنسي للدراسات العربية بدمشق بقرار جمهوري، فحقق طائفة من أهم كتب التراث الأدبي، مثل: «ديوان الوأواء الدمشقي» و«زبدة الحلب من تاريخ حلب لابن العديم» و«طبقات الحنابلة لابن رجب» و«ديوان أبي فراس الحمداني» الذي كان قد طبع في مطبعة الآباء اليسوعيين ببيروت عام 1944م وقد جاء هذا الديوان في ثلاثة مجلدات تبلغ حوالي 825 صفحة. وعُين أستاذًا محاضرًا في كلية الآداب وكلية التربية في جامعة دمشق.
وعندما أعلنت الوحدة بين سورية ومصر عام 1958م، عُين الدهان عضواً في المجلس الأعلى لرعاية الفنون والآداب والعلوم الاجتماعية، ثم انتخب مقررًا للجنة النثر في المجلس نفسه بدمشق. وفي سنة 1961م أُسندت إليه مهمة التحرير في مؤسسة الوحدة الإعلامية، والإشراف على الجانب الأدبي في جريدة الوحدة الدمشقية. وفي سنة 1963م انتُدب للتدريس في جامعة الرباط بالمغرب، ودرَّس فيها الأدب العربي وأصول التدريس مدة سنتين. ثم درس في جامعة عمان بالأردن.

## الدَّهان وأبو فراس الحَمْداني
كان سامي الدهان حركة دائمة لا تقف عن السعي وراء الأفضل والأكمل، وكانت معرفته باللغة الفرنسية تفتح أمامه أبواب التقدم السريع، وما كاد يُعلن في سورية عن امتحان بعثة علمية إلى فرنسا حتى دخل سامي الامتحان ونجح فيه بتفوق ونال الدرجة الأولى بين المتسابقين، وسافر إلى فرنسا سنة 1937 لدراسة الأدب العربي في جامعة "السوربون" بباريس.
وفي السوربون تابع محاضرات كبار المستشرقين مثل: غودفروا ديمومبين، وليم مارسيه، لويس ماسينيون، جان سوفاجيه، هنري ماسيه، وفي أقل من ثلاث سنوات، حصل على «الليسانس» في الأدب العربي، ثم تقدم لتحضير الدكتوراه، واختار أبا فراس الحمداني موضوعًا لأطروحته، وراح يطوّف في حواضر أوروبا، وراء نسخ ديوان ابن عم سيف الدولة، فكان أن أضاف إلى المعروف من شعره، قصائد عديدة كانت ضائعة في بطون دواوينه المحفوظة في مكتبات، لا يستطيع الوصول إليها، إلا عشّاق البحث والتدقيق.
ولما نشبت الحرب العالمية الثانية، عاد سامي الدهان في عام 1940 إلى حلب، حيث درّس الأدب العربي مدة خمس سنوات في كبريات المعاهد في جملتها المعهد الفرنسي العلماني «اللاييك» «وكنت أدرّس فيه اللغة العربية، فتوثقت بيننا أواصر المودة والإخاء وكان لي نعم الصديق والرفيق والزميل، وكان لمجلة الضاد نصيرًا مخلصًا يمدّها بالجديد الطريف من بنات أفكاره».
وفي أثناء الحرب شرع سامي يعدّ طبع ديوان أبي فراس، وما كادت تنتهي الحرب حتى أسرع إلى باريس، وتقدّم إلى مناقشة الدكتوراه بدراسة في الفرنسية عن ذلك الشاعر الفارس، ونجح في دكتوراه الدولة بدرجة مشرِّف جداً، وظفر بتهنئة خاصة من اللجنة الفاحصة.

## مؤلفاته وآثاره

#### 1) مؤلفاته
ألف خلال دراسته وما بعدها العديد من الكتب المطبوعة وحقق العديد من المخطوطات وكتب العديد من التراجم:
سلسلة من فنون الأدب العربي:
1. الغزل 1 - 2. القاهرة 1954م.[8]
2. الوصف. القاهرة 1956م.[8]
3. المديح. القاهرة 1957م.[8]
4. الهجاء. القاهرة 1958م.[8]
5. محمَّد كُرْد عَلي، حياته وآثاره.[10] دمشق 1955م.[8]
6. شاعر الشعب، حافظ إبراهيم. القاهرة 1955م.[8]
7. عبد الرحمن الكواكبي. القاهرة 1958م.[8]
8. جان جاك روسو. القاهرة 1959م.[8]
9. الأمير شكيب أرسلان، حياته وآثاره.[10] القاهرة 1958م.[8]
10. الشعر الحديث في الإقليم السوري.[10] القاهرة 1960م.[8]
11. الناصر صلاح الدين الأيوبي. القاهرة 1960م.[8]
12. قدماء ومعاصرون، تراجم وسير.[10] القاهرة 1961م.[8]
13. المرجع في تدريس اللغة العربية.[10] دمشق 1963م.[8]
14. درب الشوك، سيرة حياته.[10] بيروت 1969م.[8]

#### 2) تحقيقاته
1. ديوان أبي فراس الحمداني، ثلاثة أجزاء.[10] بيروت 1944م.[8]
2. كتاب في السياسة، للوزير المغربي.[10] بيروت 1948م.[8]
3. ديوان الوأواء الدمشقي.[10]دمشق 1950م.[8]
4. زبدة الحلب من تاريخ حلب، لابن العديم.[10] الجزء الأول: بيروت 1951م، الجزء الثاني: بيروت 1954م، الجزء الثالث: بيروت 1968م.
5. طبقات الحنابلة، لابن رجب الدمشقي.[10] بيروت 1954م.[8]
6. الأعلاق الخطيرة (مدينة دمشق)، لابن شداد.[10] بيروت 1956م.[8]
7. التحف والهدايا، للخالديين.[10] القاهرة 1956م.[8]
8. شرح ديوان صريع الغواني، مسلم بن الوليد.[10] القاهرة 1958م.[8]
9. رسالة ابن فضلان.[11] دمشق 1960م.[8]
10. الأعلاق الخطيرة (فلسطين والأردن ولبنان)، لابن شداد.[10] بيروت 1962م.[8]

#### 3) مقالاته
كتب الدكتور الدهان 145 مقالًا دارت موضوعاتها حول الأدب والنقد الأدبي والنقد الاجتماعي والتربوي والتعبير عن التجارب الشخصية والذاتية، نشرها في عدد من المجلات والصحف.
فمن المجلات: الإذاعة السورية (دمشق)، والأمن العام (دمشق)، والأيام (دمشق)، والإيمان (دمشق)، والجندي (دمشق)، والحديث (حلب)، والدليل العربي (الإسكندرونة)، والرسالة (مصر)، والضاد (حلب)، والعربي (الكويت)، والعرفان (صيدا)، والفكر (تونس)، والكاتب المصري (مصر)، والكلمة (حلب)، والمعرض (بيروت)، والمعلم العربي (دمشق)، ودنيا الفن (مصر)، ورقيب الأحوال (بيروت)، وعصا الجنة (دمشق)، والعالم العربي (مصر).
ومن الصحف: فتى العرب (دمشق)، والتقدم (حلب)، والجهاد (حلب)، والحوادث (حلب)، والسياسة (مصر)، والشباب (حلب)، والمستقبل (دمشق)، والنذير (حلب)، والنقاد (دمشق)، والوقت (حلب).

## قالوا عنه
قال الدكتور عدنان الخطيب رحمه الله في وصف «درب الشوك»: إن حروفه من نور عيني مؤلفه، ومداده مما علق على أشواك دربه من نجيع.
قال الدكتور عبد الله يوركي حلاق: «مقام سامي الدهّان في أعلى ذروة من العلم والأدب، وما خلّفه من مؤلفات نفيسة يضمن له الخلود، ويجعله بين أعلامنا المكللين بغار الفخر والثناء».
وقال أيضًا: كان صديقنا الراحل، ذا خلق عربي أصيل، وجلد نادر على الكتابة والتأليف. وكان يعتز بأسرته، وبمكتبته الزاخرة بنفائس الكتب العربية والأجنبية، وبمدينته التي أنجبت كبار المجاهدين، وأفذاذ الكتاب والشعراء.
قال عنه عمر فرّوخ رحمه الله: كثرة تصانيف سامي الدهان حملت القرّاء على أن يقولوا فيه ما قاله غيرهم في غيره: هنالك سرعة، وهنالك استعانة، وهنالك استنتاجٌ غريب!
كلُّ ذلك أمور طبيعية في كل إنسان يقوم بعدد كثير من الأعمال الكبيرة المختلفة.

## مآل مكتبته
ووفاء لهذه المدينة العربية العريقة، وخدمة لأجيالها الصاعدة، قررت السيدة رصينة العطار حرم الدكتور سامي وكريمتاها السيدتان غادة وهالة الدهان، وبقية أعضاء أسرته، أن يقدموا مكتبته كلها إلى كلية الآداب في جامعة حلب، إخلاصاً لذكرى فقيدهم، وإرضاء لروحه الزكية.

## وفاته وتكريمه
في شهر آذار 1969، سافر سامي إلى أميركا وفرنسا طلبًا للعلاج الشافي والدواء الناجع، ولكن الجهد المضني الذي بذله طيلة حياته، أضعف قلبه وأذاب دماغه، فدهمته المنية في 20 تموز 1971 وهو في التاسعة والخمسين من عمره.
ونقل جثمانه إلى مسقط رأسه حلب، فودعناه بذوب القلب، ودموع المقلتين، وبقصيدة تحمل أعمق معاني الحزن والأسى".
قال الزركلي في الأعلام:" وأنهك نفسه كثيرا في العمل، ومرض مدة وفقد ذاكرته فانقطع في داره بدمشق، إلى أن توفي في 27 جمادى الأولى 1391هـ الموافق 20 تموز/يوليو 1971م، ونقل جثمانه إلى حلب.

#### تكريمه
سُمّي أحد شوارع دمشق باسمه تكريمًا له وتقديرًا.
وأقامت جامعة حلب في مساء يوم الخميس 8 أيار 1975، حفلاً خطابيًا رائعًا، افتتحت في نهايته قاعة تدريسية واسعة، أطلقت عليها اسم الدكتور سامي الدهان، وساهمت مساهمة كريمة في إصدار عدد خاص من مجلة «الضاد» ضم كل ما قيل في ذلك الحفل الخطابي، وبعض ما ورد علينا من كلمات محبي ذلك الأديب الكبير الذي أطلقت العاصمة السورية اسمه على شارع من شوارعها، تمجيداً له وإحياء لذكراه.

## وصلات خارجية
- سامي الدهان على موقع أرشيف الشارخ.